# Taniwhasaurus
Taniwhasaurus (от маори taniwha, сверхъестественное водное существо и др.-греч. σαυρος (sauros), что означает ящерица) — вымерший род мозазавров (плотоядных морских ящериц), населявших Новую Зеландию, Южную Африку, Японию и Антарктиду. Род был близким родственником рода Tylosaurus.

## Виды

### T. oweni
Taniwhasaurus oweni, типовой вид для Taniwhasaurus, был назван и описан Джеймсом Гектором в 1874 году по ископаемому образцу, найденному в позднекампанской формации Конвей в Хаумури-Блафф, Новая Зеландия (стадия, известная в новозеландской геологической шкале времени как хаумурийская). Скелетный материал состоял из черепа, позвонков и лопастей, которые находились в трех отдельных секциях, но считались принадлежащими одному и тому же виду. Дополнительный черепной материал и позвонки были собраны в 1999 году. Tylosaurus haumuriensis, который также был назван Гектором по передним частям челюстей, был признан младшим таксоном T. oweni.

### T. capensis
Tylosaurus capensis был описан в 1912 году Брумом из сантонских отложений в Пондоланде, Южная Африка, на основе нескольких фрагментарных фрагментов челюстной кости и одного позвонка. В 2019 году повторное изучение таксонов тилозавров Паулиной Хименес-Уидобро и Майклом Колдуэллом из Университета Альберты показало, что образец голотипа более характерен для Taniwhasaurus, чем Tylosaurus, но также обнаружил, что окаменелости слишком плохо сохранились, чтобы идентифицировать их с видом, и вместо этого идентифицировал их как Taniwhasaurus. Тем не менее, исследование также переместило таксон T. capensis в Taniwhasaurus.

### T. antarcticus
Род Lakumasaurus был описан в 2002 году по черепу, фрагментам ребер и нескольким позвонкам, найденным в формации Санта-Марта на острове Джеймса Росса в Антарктиде. Когда типовой материал был пересмотрен в 2007 году, Джеймс Э. Мартин и Марта Фернандес определили, что лакумазавр является младшим синонимом Taniwhasaurus, и рекомбинировали вид Lakumasaurus antarcticus как T. antarcticus.

### T. mikasaensis
«Yezosaurus» — название, данное неописанному роду доисторических морских рептилий. Первоначально считавшийся динозавром-тираннозавром, позже он был идентифицирован как мозазавр или ихтиозавр, который жил на территории современной Японии. «Типовой вид», «Yezosaurus mikasaensis», был придуман Обатой и Мурамото в 1977 году, но официально не был описан до 2008 года, когда вид T. mikasaensis был описан Колдуэллом и др. mikasaensis a nomen nudum). Хименес-Уидобро и Колдуэлл (2019) утверждали, что недостаточно ископаемых доказательств, чтобы различать T. mikasaensis и T. oweni и, таким образом, переназначили первого в Taniwhasaurus.